# Elfyn Evans
Elfyn Evans (Dolgellau, Gal·les, 28 de desembre de 1988) és un pilot de ral·lis britànic que disputa el Campionat Mundial de Ral·lis, aconseguint el subcampionat en diverses ocasions. Esdevé Campió del Món Júnior l'any 2012.
És fill del pilot de ral·lis Gwyndaf Evans.

## Trajectòria

### Inicis
Evans participa per primera vegada al Campionat Mundial l'any 2007, disputant el Ral·li de Gal·les, on acaba en 42a posició. Durant els seus inicis disputarà diferents ral·lis i campionats regionals i nacionals tant al Regne Unit com a Austràlia, disputant puntualment alguna prova mundialística més.
La temporada 2012 aconsegueix alçar-se amb el Campionat Mundial de Ral·lis júnior.
L'any 2013, per sorpresa, disputa el Ral·li d'Itàlia amb un Ford Fiesta RS WRC dins de la màxima categoria de la mà del Qatar M-Sport WRT, substituint a Nasser Al-Attiyah, finalitzant aquell ral·li en sisena posició.

### M-Sport (2014-2019)
A partir de la temporada 2014 Evans s'incorpora al equip M-Sport per disputar en la seva totalitat la màxima categoria del Mundial. L'any 2015 aconsegueix el seu primer podi al acabar tercer al Ral·li de l'Argentina, mentre que al 2017 aconsegueix la seva primera victòria al guanyar el Ral·li de Gal·les.
Tant la temporada 2017 com la 2019 aconseguiria finalitzar el campionat en cinquena posició.

### Toyota (2020-actualitat)

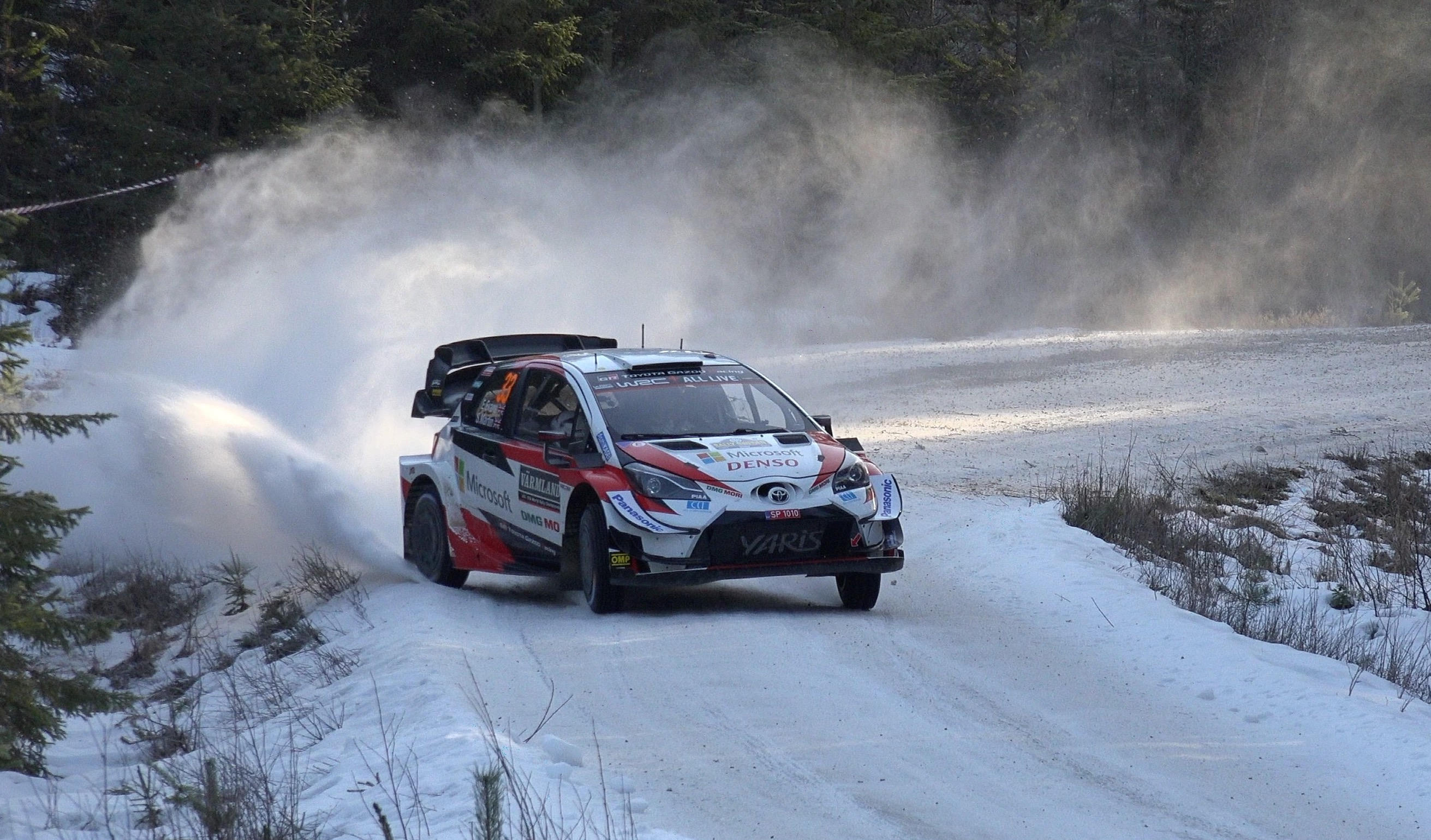
Evans al Ral·li de Suècia del 2020 amb el Toyota Yaris WRC.

L'any 2020 fitxa per l'equip oficial Toyota Gazoo Racing WRT. Aquella primera temporada, amb un Toyota Yaris WRC, aconsegueix dues victòries i finalitza el Mundial en segona posició, tan sols superat pel pilot francès Sébastien Ogier. La temporada 2021 tornaria a quedar subcampió mundial, de nou superat per Ogier, sumant, això si, dos noves victòries a Portugal i Finlàndia.
L'any 2022, en una temporada força irregular d'Evans, aquest acaba quart del Campionat Mundial, sense aconseguir cap victòria, malgrat finalitzar en segona posició en quatre dels ral·lis del calendari.
La temporada 2023 aconsegueix per tercera vegada el subcampionat mundial, en aquesta ocasió tan sols superat pel seu company d'equip Kalle Rovanperä, imposant-se en tres proves al llarg de la temporada. De nou al 2024, malgrat fer una temporada discreta, acabaria assolint el subcampionat, en aquesta ocasió beneficiat per un accident d'Ott Tänak a la darrera prova que el catapultà de la tercera a la segona posició final, en un any on el campió va ser el belga Thierry Neuville amb Hyundai.

## Victòries al WRC
| #  | Ral·li                       | Any  | Copilot        | Vehicle                |
| -- | ---------------------------- | ---- | -------------- | ---------------------- |
| 1  | 73. Dayinsure Wales Rally GB | 2017 | Daniel Barritt | Ford Fiesta WRC        |
| 2  | 68th Rally Sweden            | 2020 | Scott Martin   | Toyota Yaris WRC       |
| 3  | 13. Marmaris Rally of Turkey | 2020 | Scott Martin   | Toyota Yaris WRC       |
| 4  | 54° Rally de Portugal        | 2021 | Scott Martin   | Toyota Yaris WRC       |
| 5  | 70th Rally Finland           | 2021 | Scott Martin   | Toyota Yaris WRC       |
| 6  | 47th Croatia Rally           | 2023 | Scott Martin   | Toyota GR Yaris Rally1 |
| 7  | 72th Rally Finland           | 2023 | Scott Martin   | Toyota GR Yaris Rally1 |
| 8  | 11th Rally Japan             | 2023 | Scott Martin   | Toyota GR Yaris Rally1 |
| 9  | 12th Rally Japan             | 2024 | Scott Martin   | Toyota GR Yaris Rally1 |
| 10 | 72th Rally Sweden            | 2025 | Scott Martin   | Toyota GR Yaris Rally1 |